# Ана Гасар
Ана Гасер (рођена 16. августа 1991.) је аустријска сноубордерка, која се такмичи у слопестиле-у и биг аир-у. Живи у Милштату.  Она је олимпијска шампионка 2018. и 2022. у Биг аиру.
Ана се квалификовала за Зимске олимпијске игре 2014. и показала најбољи резултат у квалификационој рунди, директно се квалификовавши за финале. Године 2017. Ана је освојила злато у Биг аир догађају на Светском првенству у сноуборду у Шпанији. Гасер је такође имала успешне перформансе на КС играма 2017. освојивши злато у Слопестиле    и бронзу у Биг Аир-у у Хафјелу   и сребро за Биг Аир у Аспену.

## Каријера
Ана Гасер је почела да се такмичи у сноуборду у сезони 2010/2011.  Пре такмичења у слопестилеу, Гасер је била део аустријског националног гимнастичког тима.  На ФИС Светском првенству у сноуборду 2013, Ана је завршила 18 на листи. Њен најбољи резултат на Светском купу и једино место на листи пре Олимпијских игара 2014. било је треће место у Стоунхему 19. јануара 2014. године.
У новембру 2013, Гасер је постала прва жена сноубордер која је извела дупли салто уназад са пола окрета.
Гасер је освојила 3 медаље КС Игара у сезони 2017. She also won Gold in slopestyle at the Burton US Open Такође је освојила злато у слопестилу на Бартон УС Опену  и злато на Светском првенству у сноуборду са 100 поена.
Године 2018. Гасер је постала прва жена која је слетела на такси са троструким превртањем.

## Зимске олимпијске игре 2014
Ана се прва квалификовала за финални турнир у слопестилу. Међутим, пала је у обе вожње за финални турнир и била је десета. Ејми Фулер, британска такмичарка која је раније елиминисана, придружила се Би-Би-Си спортском тиму за финале овог догађаја, међу којима је била и Ана. Фулер и остали чланови тима за коментаре, Ед Ли и Тим Варвуд, критиковани су због њихове реакције када је Ана пала током њеног последњег перформанса. Инцидент је изазвао више од 300 жалби.

## Зимске олимпијске игре 2018
Ана Гасер је освојила злато на инаугурационом Биг аир догађају са укупним резултатом од 185 поена. Такмичила се и у финалу слоупстајла за жене, где је завршила на 15. месту.

## Зимске олимпијске игре 2022
Успешно је одбранила своју олимпијску титулу у Биг аиру.